# Gentiana tricolor
Gentiana tricolor là một loài thực vật có hoa trong họ Long đởm. Loài này được Diels & Gilg mô tả khoa học đầu tiên năm 1903.